# Перемера
Перемера — река в России, протекает по Калужской области. Левый приток Серёны.

## География
Река Перемера берёт начало западнее поселка Бабынино. Течёт на юг. Устье реки находится у села Копцево в 53 км по левому берегу реки Серёны. Длина реки составляет 24 км, площадь водосборного бассейна — 137 км².

## Данные водного реестра
По данным государственного водного реестра России относится к Окскому бассейновому округу, водохозяйственный участок реки — Ока от города Белёв до города Калуга, без рек Упа и Угра, речной подбассейн реки — бассейны притоков Оки до впадения Мокши. Речной бассейн реки — Ока.
Код объекта в государственном водном реестре — 09010100512110000020315.